# Kiskörút
Kiskörút, což je doslova v překladu do češtiny Malá okružní třída, je třída v Budapešti.
Kiskörút obchází část vnitřního města Belváros pešťské strany města, a to po půlkruhu.
Začíná na severu na náměstí Deáka Ference. Jednotlivé části se nazývají: Károly körút (od Deák Ferenc tér po křižovatku s Kossuth Lajos utca a s Rákoczi út), Múzeum körút (od zmíněné křižovatky po náměstí Kálvin tér), Vámház körút (od Kálvin tér po Fővám tér a Most svobody (Szabadság híd)), který spojuje tuto část města s Budínem.
Na Kiskörútu se nachází mnoho významných objektů; například Maďarské národní muzeum, Velká tržnice a Velká synagoga v ulici Dohány.
Ulici křižují všechny čtyři linky metra. Na Kiskörút leží stanice metra (od severu k jihu) Deák Ferenc tér, Astoria, Kálvin tér a Fővám tér. Po okruhu vede tramvajová trať s linkami číslo 47 a 49.